# Василёк
Василёк (лат. Centauréa) — род травянистых растений семейства Астровые, или Сложноцветные (Asteraceae).

## Название
В качестве названия рода Карл Линней выбрал латинское название растения, centaurea (женский род от лат. centaureus — относящийся к кентаврам); согласно древнегреческому мифу, растение было так названо после того, как с его помощью кентавр (лат. centaurus от др.-греч. Κένταυρος) Хирон исцелился от яда Лернейской гидры. По другой версии, это название, бывшее в ходу ещё при Гиппократе, образовано от др.-греч. κεντέω — колоть и ταῦρος — бык и означает «колющий быков»:370.

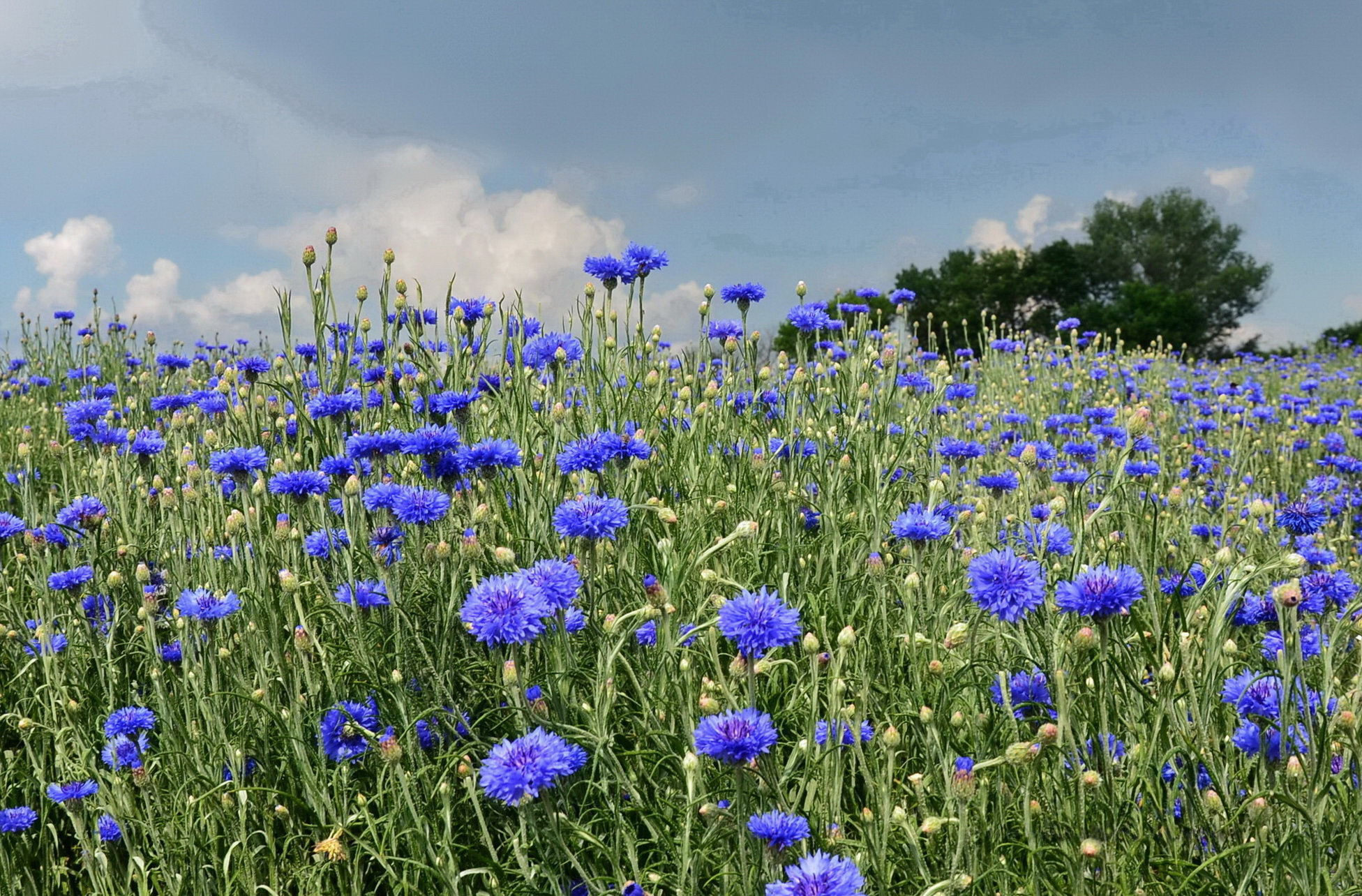
Василёк (Centauréa) на степных просторах

Поскольку с точки зрения Международного кодекса ботанической номенклатуры названия растений, обнародованные до 1 мая 1753 года, не считаются действительно обнародованными, Линней формально является автором этого названия, и научное название рода записывается как Centaurea L.

## Происхождение
Большинство видов этого рода имеет южно-европейское происхождение:371.

## Описание

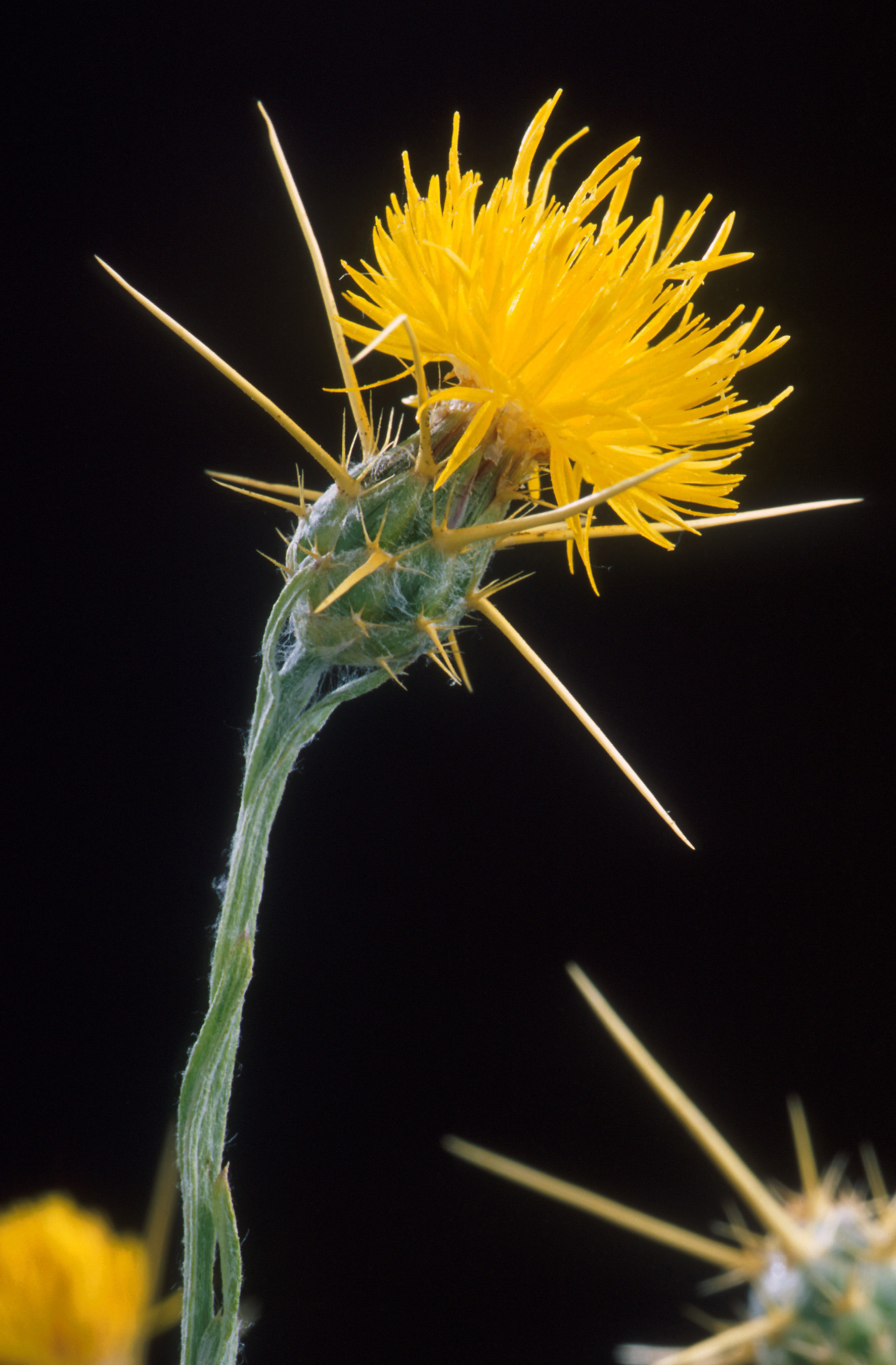
Василёк солнечный

Василёк — однолетнее или двулетнее растение с прямым стеблем высотой до 50—80 см.
Цветы собраны в корзинку. Бывают белые, голубые, жёлтые, розовые, фиолетовые, синие, красные и бордовые. Цветёт василёк с июня и до поздней осени.

## Распространение
Встречается почти всюду в Европе среди посевов, особенно во ржи.
Василёк посевной, или синий (Centaurea cyanus), с паутинисто-шерстистыми линейно-ланцетными листьями и синими цветками, как сорное растение, встречается преимущественно в озимых хлебах, особенно на песчаной и суглинистой почвах, и, как однолетнее растение, размножается семенами, часто высеваемыми вместе с хлебными, при плохой очистке последних, а также находящимися с соцветиями этого растения в соломе, вывозимой на поле вместе с навозом. Меры для истребления его состоят в известковании почв, содержащих много перегноя, хорошей очистке посевных семян, бороновании всходов посеянных растений и выпалывании их до созревания василька.
В Красную книгу России занесены василёк Дубянского (Centaurea dubjanskyi), василёк боровой (Centaurea pineticola) и василёк Талиева (Centaurea taliewii).

## Применение
Листья василька используются как приправа при консервировании и в мясных продуктах, обладают ароматом мяты, гвоздики и лимона. Применяются при изготовлении паштетов, консервов, колбас, при засолках. Васильки являются медоносами, а также часто используются как декоративные растения.
В медицине используется василёк синий, его цветки обладают мочегонным действием, применяются при отёках, связанных с болезнями почек.
Васильки используются в косметике.
В романе И. С. Шмелёва «Лето Господне» упоминается о применении цветков василька как красителя для пасхальных яиц — яйца получают бирюзовый цвет.

## Символика
- С 1968 года василёк синий является национальным цветком Эстонии.
- Символ австрийской партии свободы.
- Василёк является неофициальным символом Беларуси. C 1994 года является символом БЕЛКАРТ (платёжной системы Республики Беларусь на основе банковских платёжных карточек), кроме того цветок василька использует в ливреях авиакомпания «Belavia».
- Эмблема 22-й кавалерийской дивизии СС «Мария Терезия».

## Васильки в искусстве и геральдике

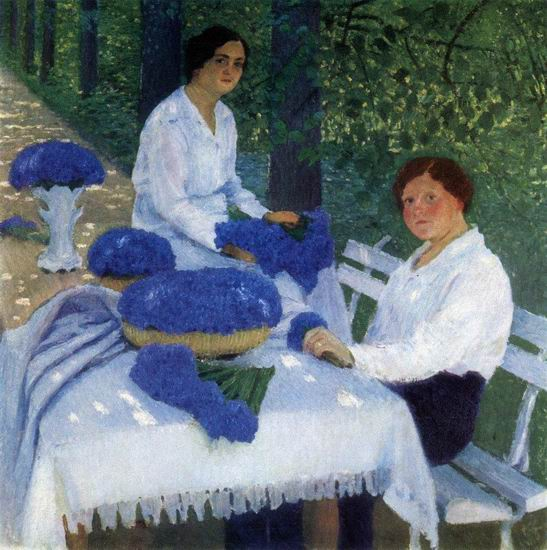
И. Грабарь. Групповой портрет с васильками. 1914
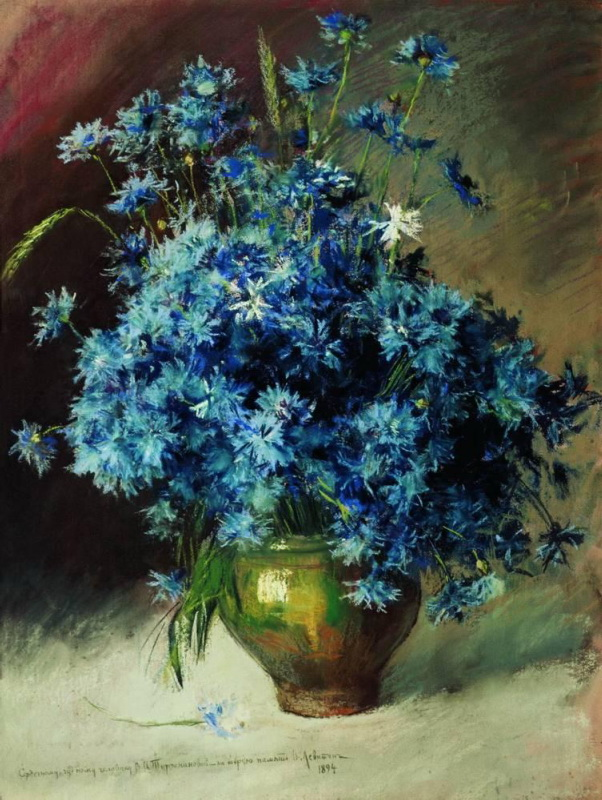
Исаак Левитан. Васильки
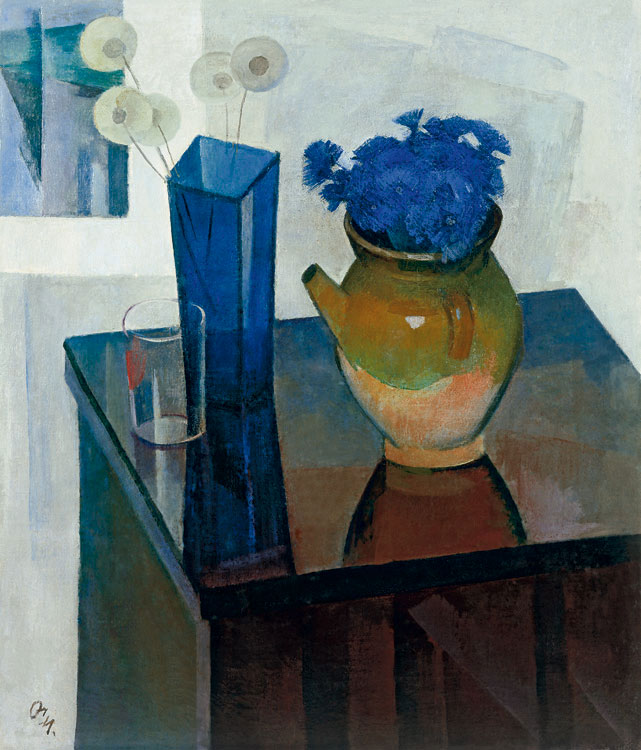
С. И. Осипов. Васильки, 1976
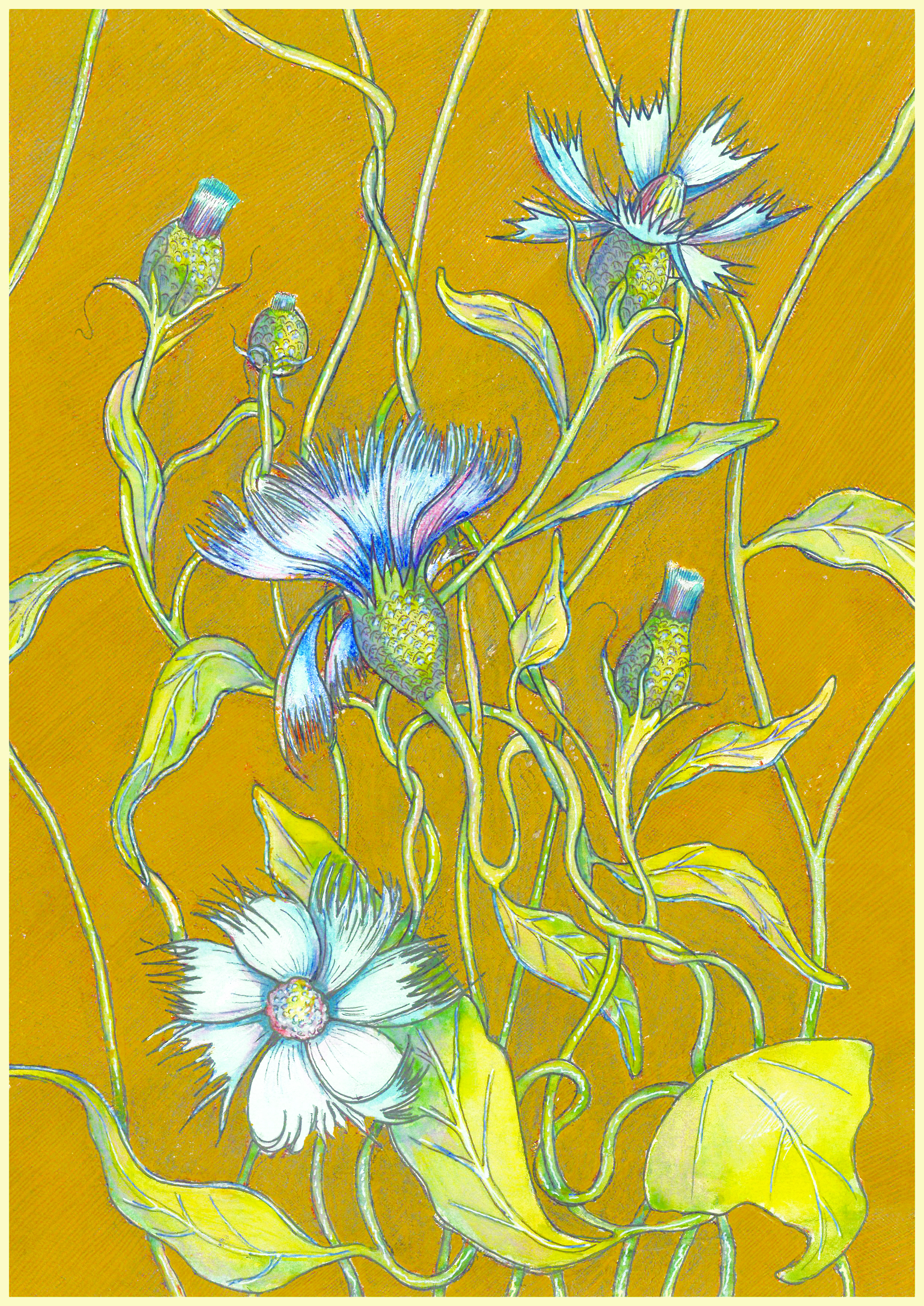
А. Маслюков. Василек. 2023 г. Иллюстрация к книге "Тайный язык цветов в искусстве модерна"
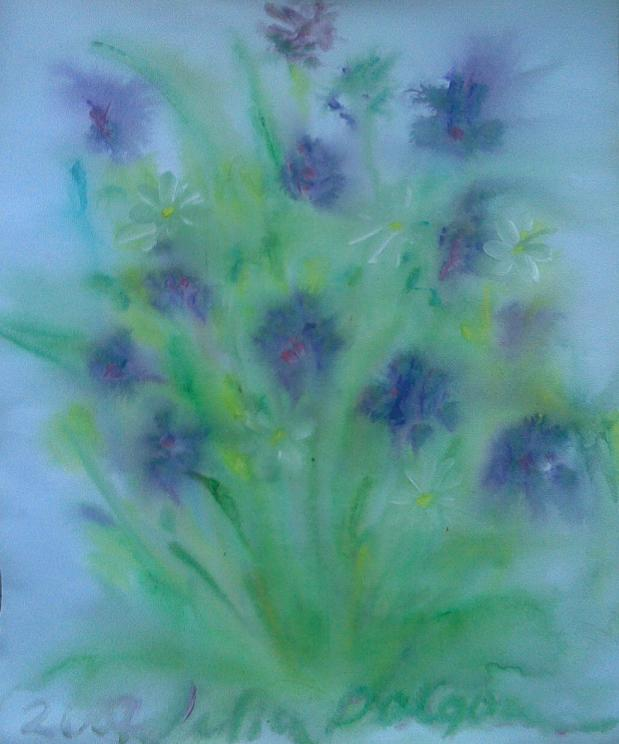
Юлия Долгорукова. Васильки. 2012
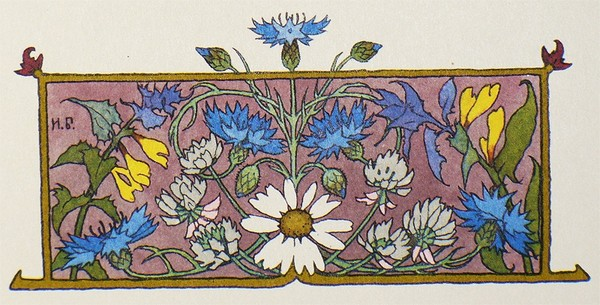
Иван Яковлевич Билибин (1876-1942). Орнаментальная заставка к сказке «Василиса Прекрасная», 1899-1900, 1902
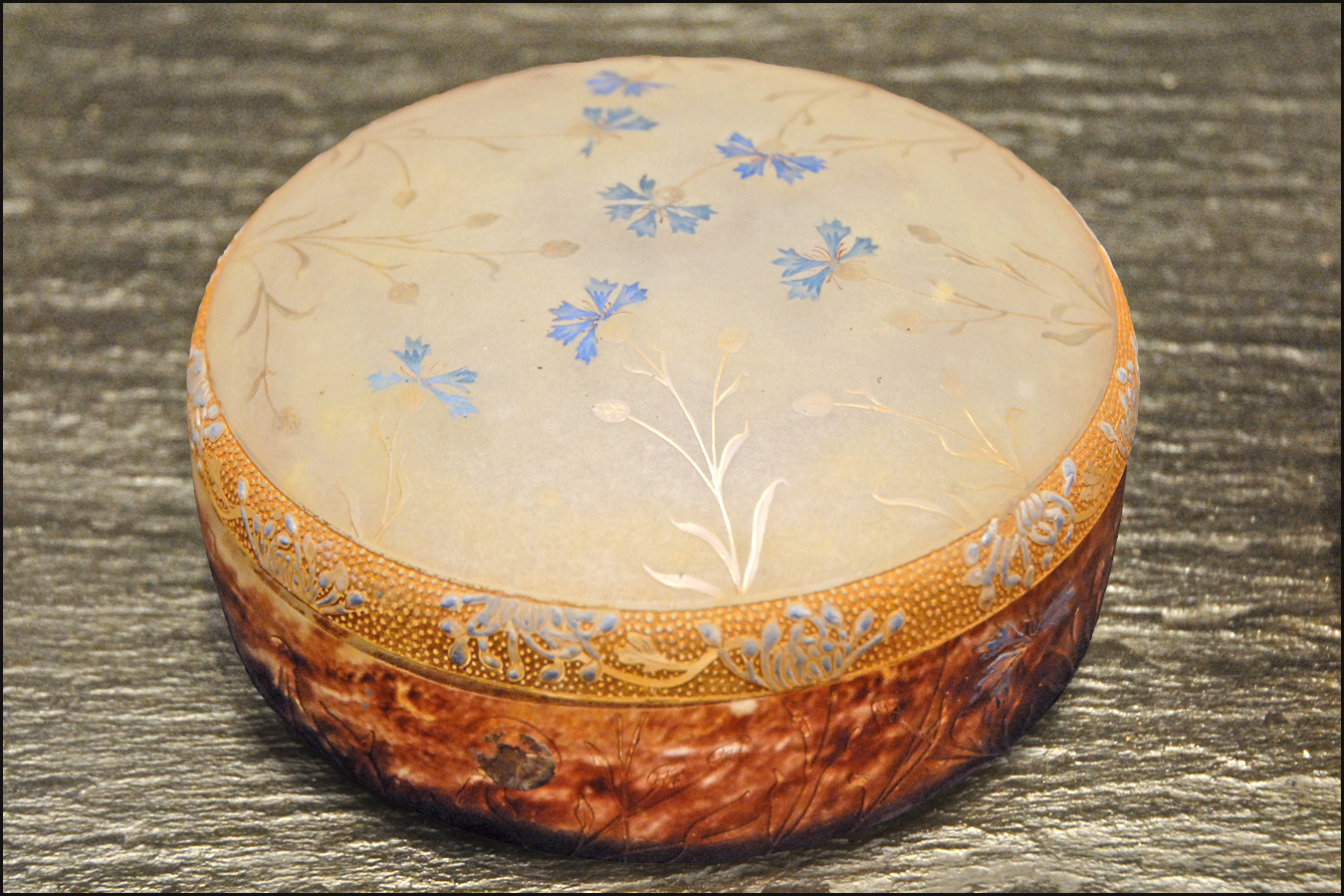
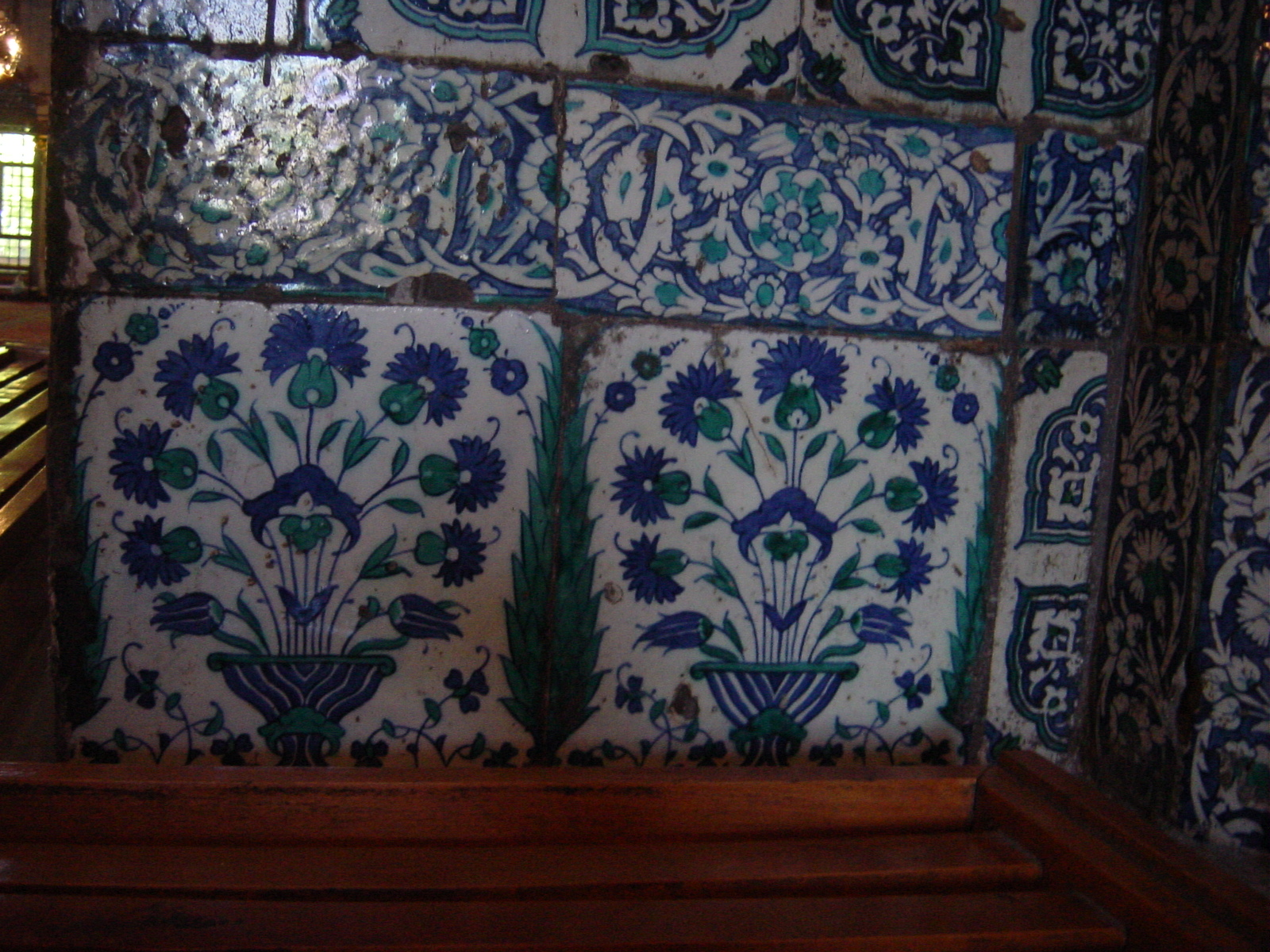
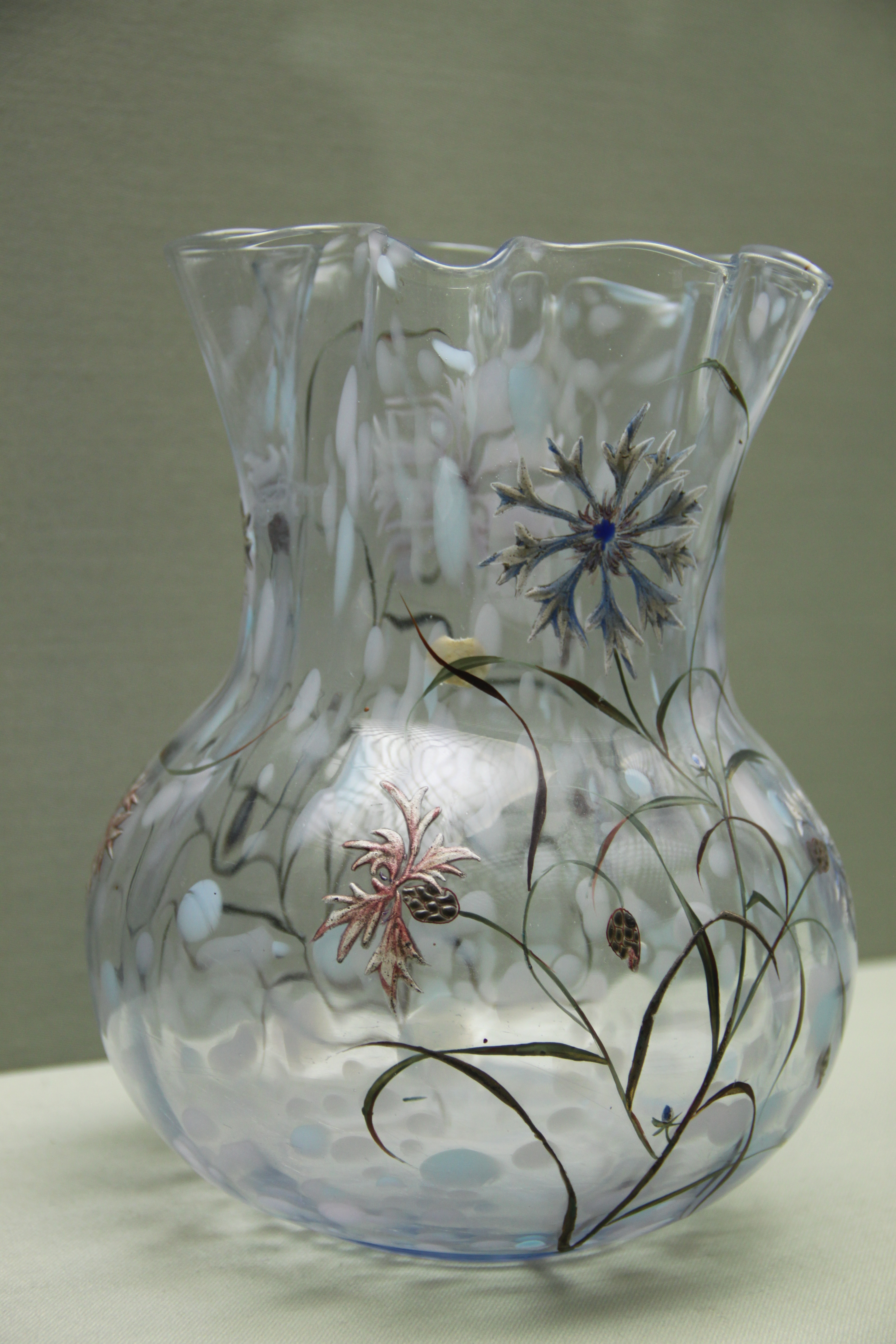
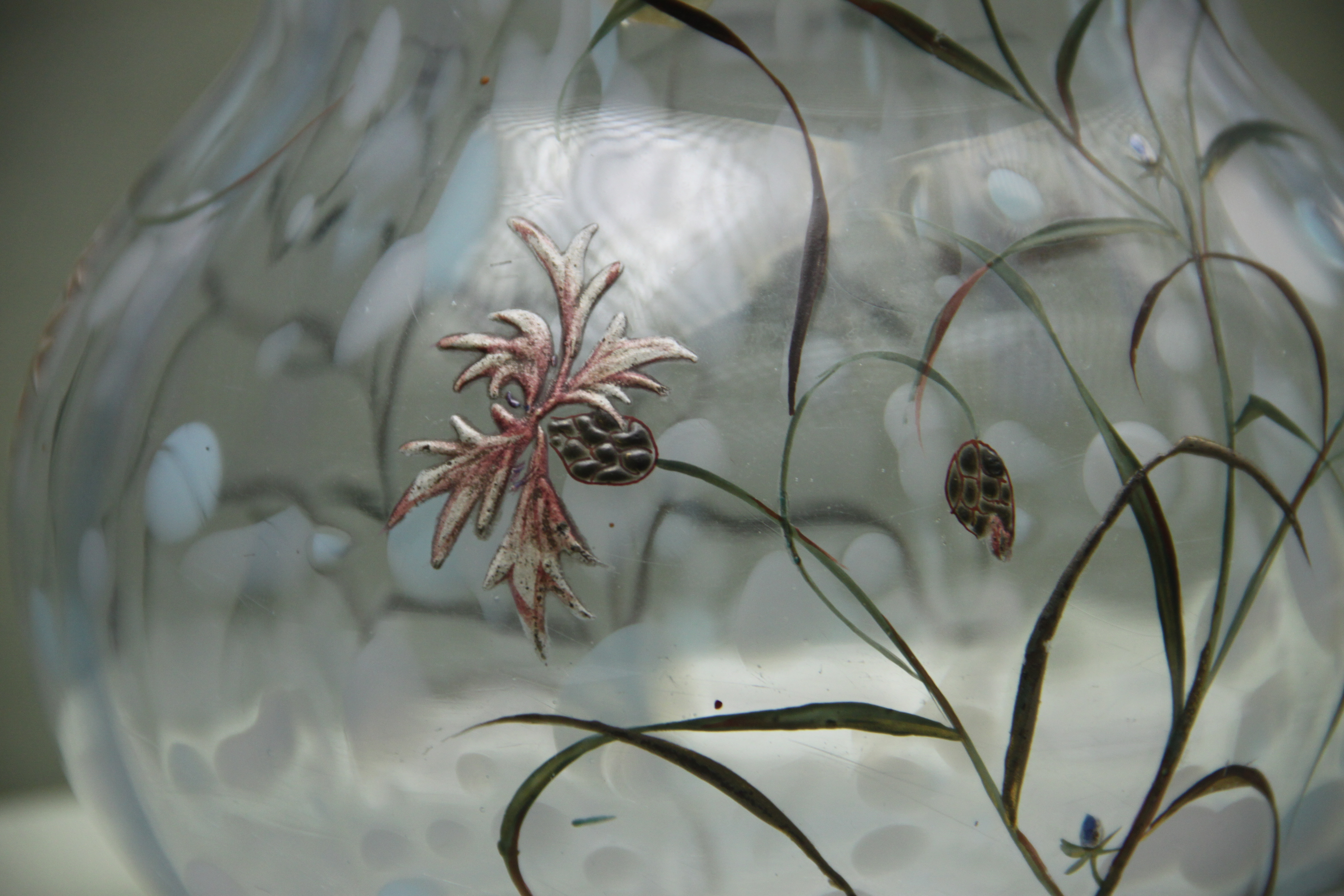
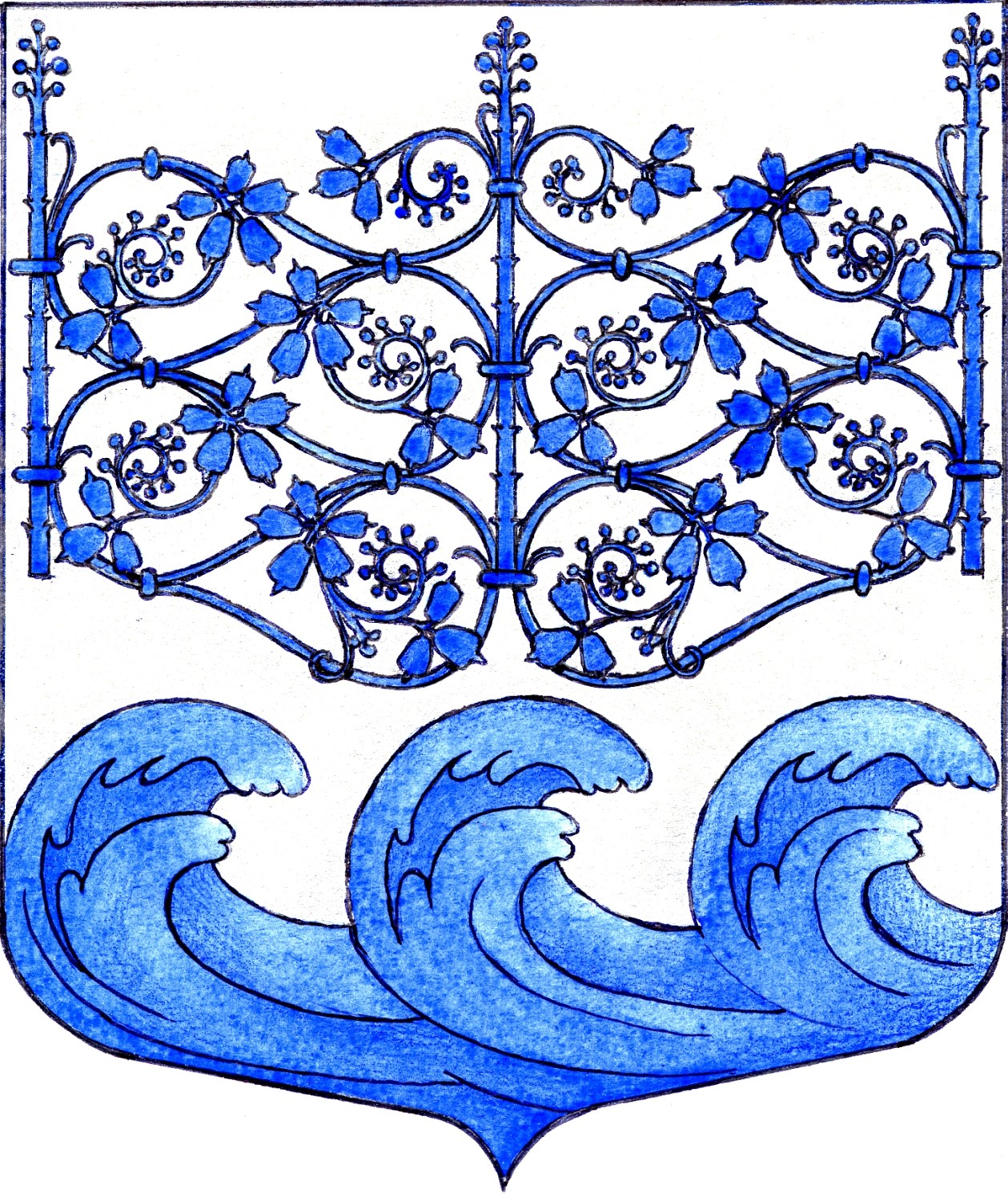
Герб Вырицкого городского поселения, Гатчинский район Ленинградской области, Россия. 2006
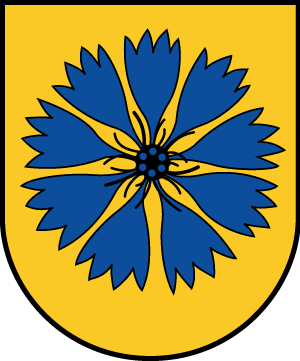
Герб Смилтенского края, Латвия
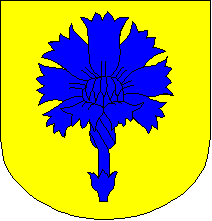
Герб города Кейла, Эстония
Герб провинции и деревни Бларикюм, Нидерланды
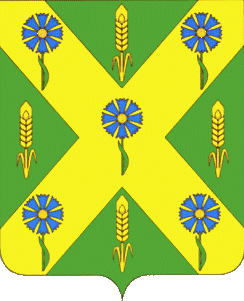
Герб Новосильского района, Орловская область, Россия
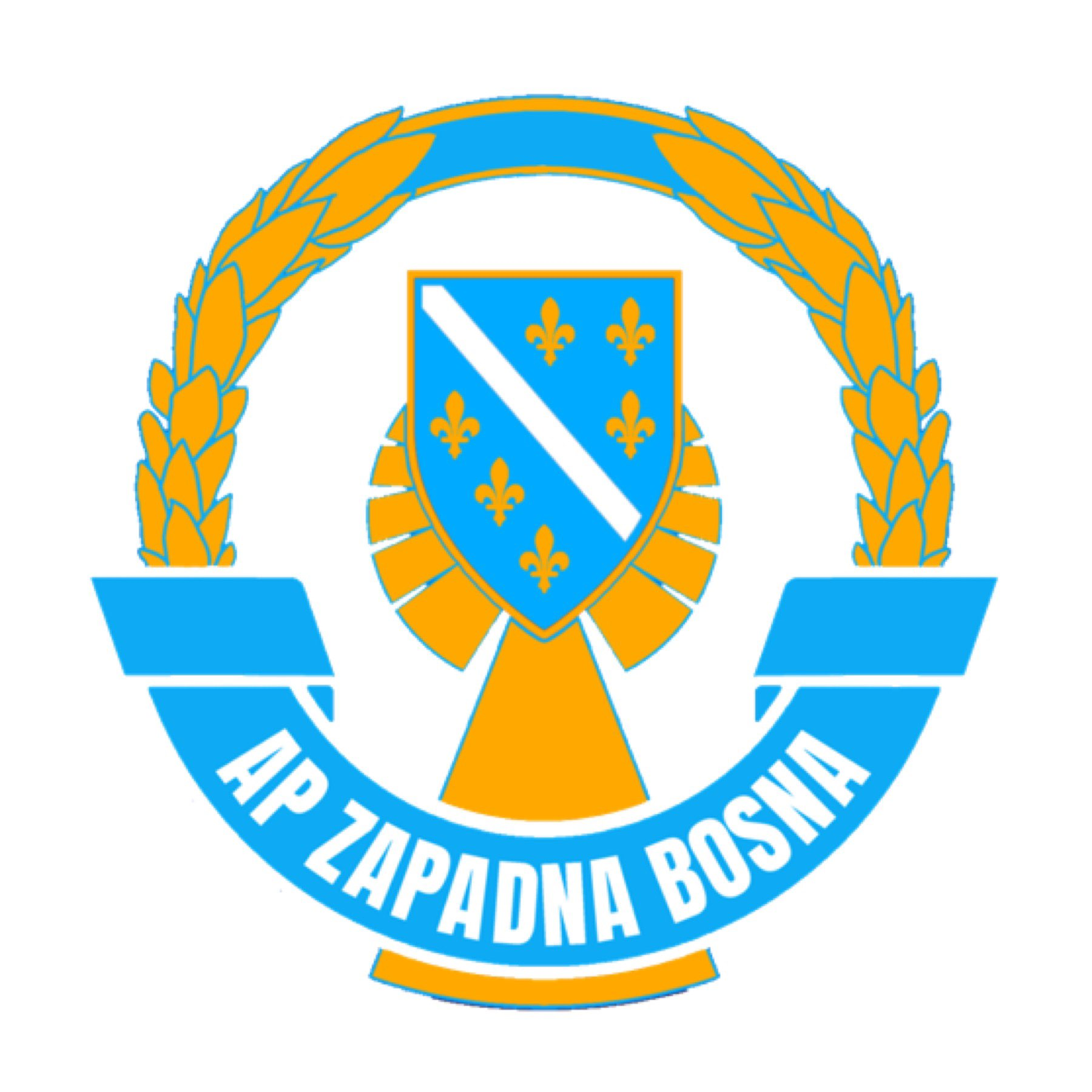
Герб автономной области Западная Босния

## Классификация

### Таксономия[6]
Centaurea L., 1753, Sp. Pl. : 909
Род Василёк относится к семейству Астровые (Asteraceae) порядка Астроцветные (Asterales). Кладограмма в соответствии с Системой APG IV:
|  |                                      |  |                                   |                                   |                    |  | ещё 10 семейств |               |               |                                                                                  |
|  |                                      |  |                                   |                                   |                    |  |                 |               |               | 787 подтвержденных и 845 в статусе "непроверенных" видов и инфравидовых таксонов |
|  |                                      |  |                                   | порядок Астроцветные              |                    |  |                 |               | род Василёк   |                                                                                  |
|  |                                      |  |                                   | порядок Астроцветные              |                    |  |                 |               | род Василёк   |                                                                                  |
|  | отдел Цветковые, или Покрытосеменные |  |                                   |                                   | семейство Астровые |  |                 |               |               |                                                                                  |
|  | отдел Цветковые, или Покрытосеменные |  |                                   |                                   |                    |  |                 |               |               |                                                                                  |
|  |                                      |  | ещё 63 порядка цветковых растений | ещё 63 порядка цветковых растений |                    |  |                 | ещё 1804 рода | ещё 1804 рода |                                                                                  |
|  |                                      |  |                                   | ещё 63 порядка цветковых растений |                    |  |                 |               | ещё 1804 рода |                                                                                  |

## Виды
Некоторые из них:
- Centaurea cyanus L. — Василёк синий
- Centaurea diffusa Lam. — Василёк раскидистый
- Centaurea donetzica Klokov — Василёк донецкий
- Centaurea dubjanskyi Iljin — Василёк Дубянского
- Centaurea gerberi Steven — Василёк Гербера
- Centaurea immanuelis-loewii Degen — Василёк Иммануила Лёва
- Centaurea jacea L. — Василёк луговой
- Centaurea macrocephala Muss.Puschk. ex Willd. — Василёк крупноголовый
- Centaurea margarita-alba Klokov — Василёк бело-жемчужный
- Centaurea orientalis L. — Василёк восточный
- Centaurea phrygia L. — Василёк фригийский
- Centaurea pineticola Iljin — Василёк боровой
- Centaurea protogerberi Klokov — Василёк первичногерберов
- Centaurea pseudoleucolepis Kleopow — Василёк ложно-белочешуйчатый
- Centaurea scabiosa L. — Василёк шероховатый
- Centaurea solstitialis L. — Василёк солнечный
- Centaurea taliewii Kleopow — Василёк Талиева
- Centaurea varnensis Velen., 1891

### Синонимы
- Carbeni  Adans.
- Cardosanctus
- Centaurea missionis  H.Lév.
- Centaurea triumfettii f. triumfettii
- Centaurea triumfettii subsp. variegata  Dostál
- Centaurea triumfettii var. triumfettii
- Centaurea variegata var. decurrentifolia  Pau
- Cistrum
- Cnicus  L.
- Cyanus  Mill.
- Cyanus triumfettii subsp. triumfettii
- Hierapicra  Kuntze
- Phrygia  (Pers.) Gray
- Rhacoma  Adans.
- Rhaponticum  Vaill.